# قراءة سريعة

تمرين للعين على القراءة السريعة

القراءة السريعة  هي مجموعة من الأساليب التي تهدف إلى زيادة معدلات سرعة القراءة دون التأثير بشكل كبير على الفهم أو الحفظ، هذه الطرق تشمل طرقا لاستخدام الذاكرة والقضاء على القراءة الصامتة. بالرغم من أن العين الواحدة تكون مثبتة على كل كلمة وفراغ أثناء عملية القراءة، إلا أن سرعة القراءة تصبح ممكنة عند التقليل من مدة وقفات العين وثباتها، على العموم، لا يوجد تعريف مطلق للقراءة «العادية» و«القراءة السريعة» من الناحية العملية حيث أن جميع القراء يستخدمون بعض التقنيات المستخدمة في القراءة السريعة (مثل فهم الكلمات دون التركيز على كل حرف، عدم قراءة كل كلمة بصوت، تحريك الشفتين دون إصدار صوت عند قراءة بعض العبارات، قضاء وقت أقل على بعض العبارات أو المرور السريع على بعض المقاطع). تتميز القراءة السريعة عند تحليلها بأفضليتها في التدبير مع سرعة الفهم، معرفة أنواع القراءة المختلفة يدعو إلى الإلمام باختلاف السرعات ومعدلات الفهم، وهذه المعدلات يمكن تطويرها مع كثرة الممارسة. وهنالك العديد من البرامج المتاحة للتدريب على القراءة السريعة منها الكتب، أشرطة الفيديو، والبرامج، أو الحلقات الدراسية.
ظهرت مدارس في العالم لتعليم هذه المهارات وهنالك العديد من الرواد في هذا المجال منهم توني بوزان في بريطانيا وبيتر كومب ولوري سوزان وأشرف غريب وجمال الملا وخالد الجديع ويوسف الخضر  ومن أميز مدربي القراءة السريعة الخبير بالقراءة السريعة د محمد علي الصبي وهو يدرب بالعديد من الجامعات كجامعة الملك سعود عمادة تطوير المهارات بالرياض وجامعة الملك عبدالعزيز بجدة وجامعة الملك خالد بأبها والجامعةالاسلامية بالمدينة وجامعة أم القرى بمكة وجامعة المجمعة وقد استطاع تخريج متدربين تصل سرعتهم لأكثر من 5000 كلمة بالدقيقة  واقام  أكثر من 666 دورة تدريبية في برنامجه المتميز على القراءة السريعة وهو عميد  الاكاديمية الدولية العربية للقراءة السريعة وغيرهم آخرون، ويقدر المتخصصين في هذا المجال أن سرعة القراءة العامة للناس هي 200 ك/د بينما السرعة التي يمكن أن يصل إليها القارئ بسهولة بعد تعلم مهارات وتقنيات القراءة السريعة هي 1000-2000 ك/د.حسب مدة التدريب وجودته

## تاريخ القراءة السريعة
قام علماء النفس والمتخصصون بالتعليم والعاملون على حدة البصر باستخدام المنظار الومضي ليتوصلوا لنتيجة مفادها أنه مع التدريب يمكن للشخص العادي تحديد صور متناهية الصغر تومض على الشاشة خلال خمسمائة جزء من الثانية فقط (2 مللي ثانية). وعلى الرغم من أن الصور المستخدمة كانت عن الطائرات، إلا أن لهذه النتائج أثرا على القراءة.
تم اختراع جهاز محمول وملائم ويمكن الوثوق بنتائجه لزيادة سرعة القراءة في أواخر الخمسينيات من القرن السابق. وكانت الباحثة إيلين وود التي توصلت لهذا الاختراع تعمل معلمة، وكانت مصرة على فهم سبب تمكن بعض الأشخاص من القراءة بسرعة أكبر من غيرهم، وكانت تحاول جاهدة أن تزيد من سرعة قراءتها وقيل أنه بينما كانت تقلب صفحات الكتاب بيأس اكتشفت أن حركة يدها عبر الصفحة تجذب اهتمامها وتساعدها على التنقل بسلاسة عبر الصفحة. ثم استخدمت يدها كمحدد للسرعة، وقامت وود بتعليم هذه الطريقة في جامعة يوتاه قبل أن تنشرها للعامة وتسميتها ب«القراءة الحيوية لايفيلين وود» في واشنطن دي.سي في عام 1959

## طرق القراءة السريعة

### أساسيات
تبدأ أساسيات القراءة السريعة باختيار المكان المناسب للقراءة، والأخذ بعين الاعتبار الوضعية المريحة في الجلوس لجعل القراءة أكثر متعة، ومن المهم أيضا أن تسمح له وضعية الجلوس بالتنفس الجيد. الإضاءة الجيدة، والنظر السليم، والقدرة على التركيز في القراءة تعد من العوامل الأخرى التي تزيد من معدل الاستيعاب عند القراءة.

### التصفح السريع
التصفح السريع هي عملية تقتضي البحث بصريا في النصوص لمعرفة الفكرة العامة التي يتحدث عنها النص. قد يأتي هذا الأمر بشكل تلقائي عند بعض الناس، وقد يتطلب من البعض الآخر الممارسة. يلاحظ ممارسة التصفح السريع عند البالغين أكثر من الأطفال، ويجري ذلك بمعدل أعلى (بنحو 700 كلمة في الدقيقة وأكثر) من القراءة العادية للإستيعاب (بنحو 200-230 كلمة لكل دقيقة) والتي تتسبب ببطء في معدل الاستيعاب، خصوصا مع الكتب ذات المواد الغنية بالمعلومات. ومن أشكال عملية التصفح السريع الشائعة هي القراءة عند استخدام الشبكة العنكبوتية وتكون بتجاهل النصوص والفقرات الأقل إثارة للاهتمام أو الأقل اتصالا بالموضوع. هذه الطريقة في القراءة ليست بالأمر الجديد لكنها في ازدياد بسبب سهولة الوصول إلى المعلومة عبر الإنترنت فبعض الجمل تحتوي معلومات ثانوية والتي قد تكون غير مطلوبة أو مهمة.

### منظم القراءة
منظم القراءة هو التوجية البصري للعين باستخدام الإصبع أو المؤشر –كقلم مثلا-، لأجل جعل العين تتحرك بشكل أسرع طول النص. هذه المهارة تنطوي على رسم أشكال غير مرئية حول النص من أجل توسيع مدى البصر لأجل قراءة سريعة، على سبيل المثال: طلب من أحد الحضور لندوة القراءة السريعة استخدام إصبعه أو قلم ليصنع هذه الأشكال في صفحة ما، وقيل له أن هذا سيزيد من سرعة القشرة البصرية، وبالتالي زيادة مدى البصر في قراءة السطر كاملا، حتى تخزن المعلومات في العقل الباطن واسترجاعها في وقت لاحق. ويقال أنه يحد من القراءة بالصوت الداخلي وبذلك تسرع من عملية القراءة، وذلك يحث العين على استعراض النص بسرعة ولكن يحد من سرعة الاستيعاب والتذكر مما يؤدي إلى فقدان التفاصيل المهمة في النص. التركيز على قراءة كل كلمة -ولو لفترة وجيزة- مطلوبة في هذه الطريقة لتكون فعالة.

## برامج القراءة السريعة التجارية
برامج سرعة القراءة متاحة من خلال الدورات سواء الشخصية أو البرامج الإلكترونية والكتيبات. في حين أن متوسط معدل سرعة القراءة لدى الكبار هو 250 كلمة في الدقيقة مع استيعاب قد يصل إلى 70%فإن برامج سرعة القراءة عادة تحسن سرعة القراء إلى 500 كلمة في الدقيقة أو أكثر.
الفرق بين الدورات المختلفة لتحسين سرعة القراءة هو الاهتمام بالقراءة الصامتة قراءة صامتة قبل النطق. بعض الدورات تقول بأن العقبة الرئيسية أمام سرعة القراءة هي القراءة الصامتة. على الرغم من أن غياب القراءة الصامتة قد لا يحسن سرعة القراءة ولكن وجودها قد يعيق سرعة القراءة بشكل كبير. هذه البيانات صحيحة إجمالا، لأنه ليس هناك أي دليل على أن عدم استخدام القراءة الصامتة يمكن أن يحسن القراءة تلقائيا أو أن تتغير سرعة القراءة إطلاقا. دورات أخرى تقول أنه يمكن استخدام القراءة الصامتة للكلمات الرئيسية من أجل سرعة التعلم والقراءة. دورات سرعة القراءة والكتب تتخذ مجموعة متنوعة من المناهج لمفهوم القراءة والفهم.
بعض الدورات والكتب تقول أن الفهم الجيد ضروري للقراءة السريعة، الفهم الذي من شأنه أن يتحسن مع سرعة القراءة. وتقدم أيضا استبيانات غير موحدة عن القراءة والفهم من أجل إقناع القارئ بآثار البرنامج. بعض الدورات تقول أنه في حين أن الفهم مهم إلا أنه لا ينبغي أن تقاس عليه القراءة السريعة.
العديد من دورات سرعة القراءة تقول أنه ليس كل المعلومات في النص يجب أن تفهم خلال القراءة السريعة. يدعي البعض أن سرعة القراءة تعتمد على تخطي بعض من النص (تماما كما تم قياسها خلال دراسات الاستنتاج)، في حين أن المروجين الآخرين لدورات سرعة القراءة يدعون بأن النص متسلسل ومرتبط، ولكن مع البعض أو معظم القراء أصبح التسلسل شعوريا. وبالمثل، فإن هنالك بعض الدورات المطالبة لمعالجة النص المتسلسل في حين يقول آخرون أن تتم معالجة هذه المعلومات بطريقة أكثر عشوائية أو كل على حده.

### ديناميكية القراءة / فعالية القراءة
نظام القراءة السريعة الذي قام بتدريسه إيفلين وود Evelyn Wood [الإنجليزية] كوسيلة لتذكر المعلومة من خلال قراءة آلاف الكلمات في وقت قصير، وقد اعترف به الرئيس الأمريكي جون كينيدي جون كينيدي [بحاجة لمصدر] وبعض الشخصيات المشهورة.
بما أنها قراءة سريعة فيجب عليك تحريك الأصبع مع الكلمة المقروءة حتى لا تفقدها بنظرك. وكغيرها من أساليب القراءة السريعة فلا يستحسن التفكير بمعاني الكلمات كمفردات، لأن ذلك سيأخذ وقتا أطول، وبدلا من ذلك حاول التفكير بمعنى الجملة ككل واقرأ بصوت عال لأن هذا سيوفر الكثير من الوقت في فهم المعنى.

### القراءة التصويرية
تم ترويجها في مجال الإعلان من قبل منظمة إستراتيجيات التعليم حيث كتب «من الممكن قراءة 25000 كلمة في الصورة في دقيقة واحدة» ولكن شكك الكثيرون في قدرة العقل البشري على استيعاب هذا الكم الهائل من المعلومات. وتعتبر رؤية الإنسان [الإنجليزية] محدودة لهذا الغرض، أي للتركيز على شيء معين دون تشتيت الانتباه على ما يظهر في باقي المنظر المرئي له. يقال أن هذا النظام من القراءة تم تطويره من قبل «بول شيل» المؤسس المساعد لإستراتيجيات التعلم. هناك شركة تدعى «سبليمينال دايناميك» ادعت أن «سكيل» أخذ حلقات دراسية ذات صلة بهذه الدراسة أثناء عملهما معا عليها،  والتي أشار إليها «سكيل» في الطبعة الأولى من كتابه في الصفحة الرابعة من الفصل الأول. وبناء على ما قاله «سكيل» فإن القراءة التصويرية تختلف في أنظمتها فيما لا يقل عن ثلاث طرق باختصار:
1. إن الجوهر يكمن في قدرة الدماغ على تحليل البيانات، لا على ما هو مرئي للعين.
2. فتتحدث عن البرمجة اللغوية العصبية للدماغ المتحكمة في تخزين البيانات وكيفية تنشيطها وتذكرها.
3. أن التطور الدماغي في أساليب التعلم كان حجر الأساس في تصميم وتنفيذ هذا البرنامج بما فيه تصميم الكتاب.

قامت وكالة الفضاء الأمريكية ناسا بدراسة كان عنوانها " تحليل أولي لقراءة الصور حيث جاء فيها إن هذه النتائج تشير إلى أنه لا يوجد أي فائدة من استخدام نظام قراءة الصور. بالإضافة أنها لم تلاحظ أنها قد وصلت إلى معدلات الفهم في نظم القراءة السريعة حتى. وأشار الخبراء في هذا النظام أن الوقت اللازم لقراءة الصورة أكثر من المعدلات المسجلة في القراءة العادية. ورافق هذه الزيادة في الوقت نفسه انخفاض في فهم المعنى. جاءت هذه النتائج عن طريق اختبارات موحدة عبارة عن نص كتابي مرفق مع ثلاث من النصوص التفسيرية.

## البرمجيات
يوجد أنواع متعددة من البرمجيات للقراءة السريعة، منها ما يعتمد على تسريع التقاط العين للكلمة، مع تدريبها على التقاط أكثر من كلمة معًا كما هو مستخدم في موقع speedreading.win، بحيث يعرض البيانات في تدفق تسلسلي، وهذا الأمرحيث أن الدماغ يعالج النص بكفاءة أكثر من خلال تقسيمه إلى تدفقات قبل التحليل والتفسير. وهيئة القراءة الوطنية لعام 2000 (NRP) تقرير (ص 3-1) يبدو أنها أيضًا تدعم مثل هذه الآلية.[بحاجة لمصدر] 
لزيادة السرعة فإن بعض البرمجيات الأقدم تطلب من القراء مشاهدة وسط الشاشة بينما أسطر النص من حولها تزداد طولا، وتم عرض عددا من الكائنات (بدلا من النصوص) تتحرك سطرا سطرا أو ترتد من أطراف الشاشة وعلى المستخدمين متابعة المواد بأعينهم فقط. عدد من الباحثين ينتقدون استخدام كائنات بدلا من الكلمات كأسلوب تدريب فعال مدعين أن السبيل الوحيد لقراءة أسرع هو قراءة النص الفعلي. العديد من برمجيات سرعة القراءة الجديدة تستخدم النص المدمج، والتي في المقام الأول توجه القراء من خلال خطوط في كتاب على الشاشة بسرعة محددة. غالبا ما يتم تمييز النص بإشارة حيث يجب للمستخدمين أن تركز عيونهم؛ ليس المطلوب أن تقرأ بنطق الكلمات، ولكن بدلا من ذلك قراءة الكلمات بمساعدة الأحرف كصورة متكاملة. التمارين أيضا تهدف لتدريب القراء للقضاء على الصوت الداخلي قراءة صامتة قبل النطق بالرغم من ذلك لم يثبت أن هذا سيزيد من سرعة القراءة

## العرض المرئي التسلسلي الحثيث
تم تطوير طريقة عرض تدعى العرض المرئي التسلسلي الحثيث (RSVP) للحد من الإجهاد المكاني لحركات أعين القراء.العرض المرئي التسلسلي الحثيث هي وسيلة لعرض المعلومات (نص أو صورة عموما) بطريقة تظهر النص كوضع صوتي ثابت. ويمكن استخدام هذه الطريقة لزيادة معدل القراءة أو للتعرف بسهولة على نص طويل معروض على شاشات عرض صغيرة.

### التأثير على الفهم
إن القراءة السريعة بحد ذاتها غير مطلوبة حين يتم استيعاب النص، هي فقط مطلوبة في حالة البحث ومحاولة أخذ فكرة عامة عنه. ومع ذلك، عندما يكون الوقت ضيقا، فإن القراءة السريعة أو تخطي بعض الأجزاء من النص قد يساعد على فهمه. في عام 2009، قارن دوغان (Duggan) وبايان (Payne) القراءة السريعة بالقراءة العادية معطين الوقت الكافي فقط لقراءة نصف النص قراءة عادية، وجدوا أن النقاط الرئيسية من النص قد فهمت بشكل أفضل بعد القراءة السريعة (والتي تمكن القارئ من الاطلاع على النص كامل) أكثر منها بعد القراءة العادية (والتي تمكنه من قراءة نصف النص فقط).كما لم يكن هنالك فرق في درجة استيعاب المعلومات الأقل أهمية في النص بين المجموعة التي قرأت قراءة سريعة وبين تلك التي قرأت قراءة عادية. وعلى النقيض، فقد وجدت بعض الدراسات أن نتاج الدورات التي تدرب على القراءة السريعة للنص المكتوب هو معدل استيعاب أقل للنص (أقل من 50% في اختبارات الإدراك والفهم الموحد) (1992 Carver).

### مطالب من القراء السريعين
تؤكد بطولة العالم للقراءة السريعة أن «القراءة بفهم» أمر حاسم، فعلى المتسابقين الأفضل أن يقرؤوا ما بين 1000 إلى 2000 كلمة في الدقيقة الواحدة مع نسبة استيعات تقارب 50% أو أعلى. بطلة العالم هي آن جونز (Anne Jones) بمعدل 4251 كلمة في الدقيقة وبنسبة 67% من الاستيعاب. ولم يتم التوصل إلى المطلب وهو 10000 كلمة في دقيقة بعد[بحاجة لمصدر]. أثير الكثير من الجدل حول هذه النقطة، حيث أن نسبة استيعاب 50% هي نسبة غير مقبولة لبعض التربويين (Carver 1992). أما مناصرو القراءة السريعة ودعاتها يدعون أنها انتصار كبير، ويقولون أنها طريقة جيدة للفهم لأغراض متعددة (Buzan 2000)، وفي المفاضلة بين سرعة القراءة ونسبة الاستيعاب يجب أن تؤخذ النقاط التالية بعين الاعتبار: نوع القراءة المنجزة، مخاطر الفهم الخاطئ للنص بسبب ضعف الاستيعاب، والفوائد المتعلقة بالتنقل السريع في النص المعطى واكتساب المعلومات بمعدل تلقيها الفعلي. رئيس الولايات المتحدة الأمريكية جون ف.كنيدي (John F. Kennedy) كان من دعاة القراءة السريعة، وشجع موظفيه على أخذ دروس لتعلمها، وكذلك الرئيس الأمريكي جيمي كارتر (Jimmy Carter) وزوجته روزالين (Rosalynn) فقد كانوا قراء متعطشين ومسجلين في دورة القراءة السريعة في البيت الأبيض إلى جانب العديد من الموظفين. ظهرت مناقشات جدية عن قصص حول القراءة السريعة في مجلة سلايت (Slate)، فالمجلة ومن بين أمور كثيرة أثارت في مقال لها الشكوك حول سرعة القراءة للرئيس الأمريكي جون كنيدي (John F. Kennedy) المذهلة المزعومة.
رونالد كارفر أستاذ بحوث التربية وعلم النفس، يزعم أن أسرع خريج جامعي قراءة يمكنه أن يتفوق فقط بضعف عدد الكلمات التي يقرأها نظيره الأبطأ قراءة، أي حوالي 600 كلمة في الدقيقة. ونوه النقاد بأن القراءة السريعة ليست إلا تصفح ولا تعتبر قراءة.